# Marcillé-Raoul
Marcillé-Raoul (tiếng Breton: Marc'helleg-Raoul, Gallo: Marcilhae-Raóll) là một xã của tỉnh Ille-et-Vilaine, thuộc vùng Bretagne, miền tây bắc nước Pháp.

## Dân số
Người dân ở Marcillé-Raoul được gọi là Marcilléens.
| 1962                                            | 1968 | 1975 | 1982 | 1990 | 1999 |
| ----------------------------------------------- | ---- | ---- | ---- | ---- | ---- |
| 710                                             | 712  | 755  | 677  | 683  | 660  |
| Starting in 1962: Population without duplicates |      |      |      |      |      |